# Major Crimes
Major Crimes è una serie televisiva statunitense prodotta dal 2012 al 2018.
È uno spin-off di The Closer e vede come protagonista il capitano Sharon Raydor, interpretata da Mary McDonnell, che ha rimpiazzato Brenda Leigh Johnson (interpretata da Kyra Sedgwick).
La serie, creata da James Duff, Michael M. Robin e Greer Shephard, è stata trasmessa per sei stagioni sul canale televisivo via cavo statunitense TNT. In Italia è stata trasmessa a pagamento su Premium Crime di Mediaset Premium dal 2012, e in chiaro sui canali Mediaset dal 2014.

## Trama
Dopo la partenza del vicecapo Brenda Leigh Johnson dal Los Angeles Police Department, il capitano Sharon Raydor è stata scelta come futuro capo della divisione Major Crimes. Per tutta la prima stagione, affronta la sfida nel guadagnare la fiducia e la fedeltà dei suoi ufficiali, che sono ancora sotto shock per l'uscita di Johnson, durante il tentativo di chiudere uno dei casi di più alto profilo per il dipartimento. L'ambiziosa detective Amy Sykes si unisce anche lei nella divisione Major Crimes.
Raydor decide di ospitare Rusty Beck, il testimone chiave per il caso Stroh, nella sua casa, e facendogli frequentare il liceo cattolico che hanno frequentato pure i suoi figli. Nella seconda stagione, il viceprocuratore distrettuale Emma Rios è entrata nel team di accusa sul caso Stroh.

## Episodi
| Stagione         | Episodi | Prima TV originale | Prima TV Italia |
| ---------------- | ------- | ------------------ | --------------- |
| Prima stagione   | 10      | 2012               | 2012-2013       |
| Seconda stagione | 19      | 2013-2014          | 2013-2014       |
| Terza stagione   | 19      | 2014-2015          | 2014-2015       |
| Quarta stagione  | 23      | 2015-2016          | 2016            |
| Quinta stagione  | 21      | 2016-2017          | 2017            |
| Sesta stagione   | 13      | 2017-2018          | 2018            |

## Personaggi e interpreti

### Personaggi principali
- Capitano Sharon Raydor (stagioni 1-6), interpretata da Mary McDonnell, doppiata da Roberta Greganti.
- Tenente Louie Provenza (stagioni 1-6), interpretato da G. W. Bailey, doppiato da Sergio Di Giulio (ep. 1-84) e Dario Penne (ep. 85-105).
- Tenente Andy Flynn (stagioni 1-6), interpretato da Anthony Denison, doppiato da Pasquale Anselmo.
- Tenente Michael Tao (stagioni 1-6), interpretato da Michael Paul Chan, doppiato da Franco Mannella.
- Detective Julio Sanchez (stagioni 1-6), interpretato da Raymond Cruz, doppiato da Riccardo Niseem Onorato.
- Detective Amy Skyes (stagioni 1-6), interpretata da Kearran Giovanni, doppiata da Barbara De Bortoli.
- Buzz Watson (stagioni 1-6), interpretato da Phillip P. Keene, doppiato da Fabrizio Picconi.
- Rusty Beck (stagioni 1-6), interpretato da Graham Patrick Martin, doppiato da Flavio Aquilone.
- Fritz Howard (stagioni 3-6, ricorrente 1-2), interpretato da Jon Tenney, doppiato da Roberto Draghetti.
- Dr. Morales (stagioni 2-6, ricorrente 1), interpretato da Jonathan Del Arco, doppiato da Teo Bellia.
- Comandante Russell Taylor (stagioni 2-5, ricorrente 1), interpretato da Robert Gossett, doppiato da Eugenio Marinelli.
- Assistente-Capo Leo Mason (stagione 6, ricorrente 5), interpretato da Leonard Roberts.
- Detective Wes Nolan (stagione 6, ricorrente 5), interpretato da Daniel Di Tomasso, doppiato da Marco Vivio.
- Detective Camilla Paige (stagione 6), interpretata da Jessica Meraz.

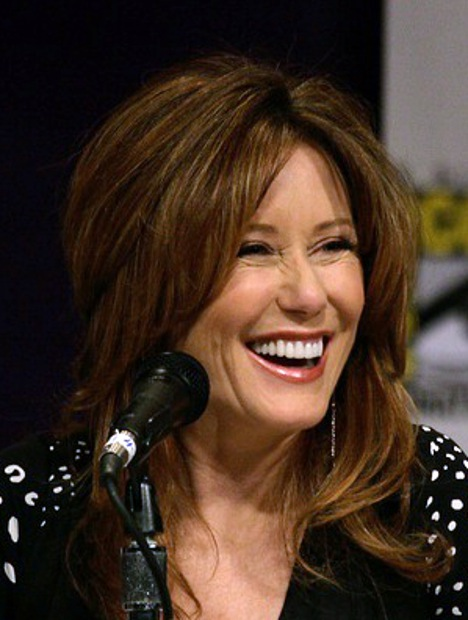
Mary McDonnell interpreta Sharon Raydor
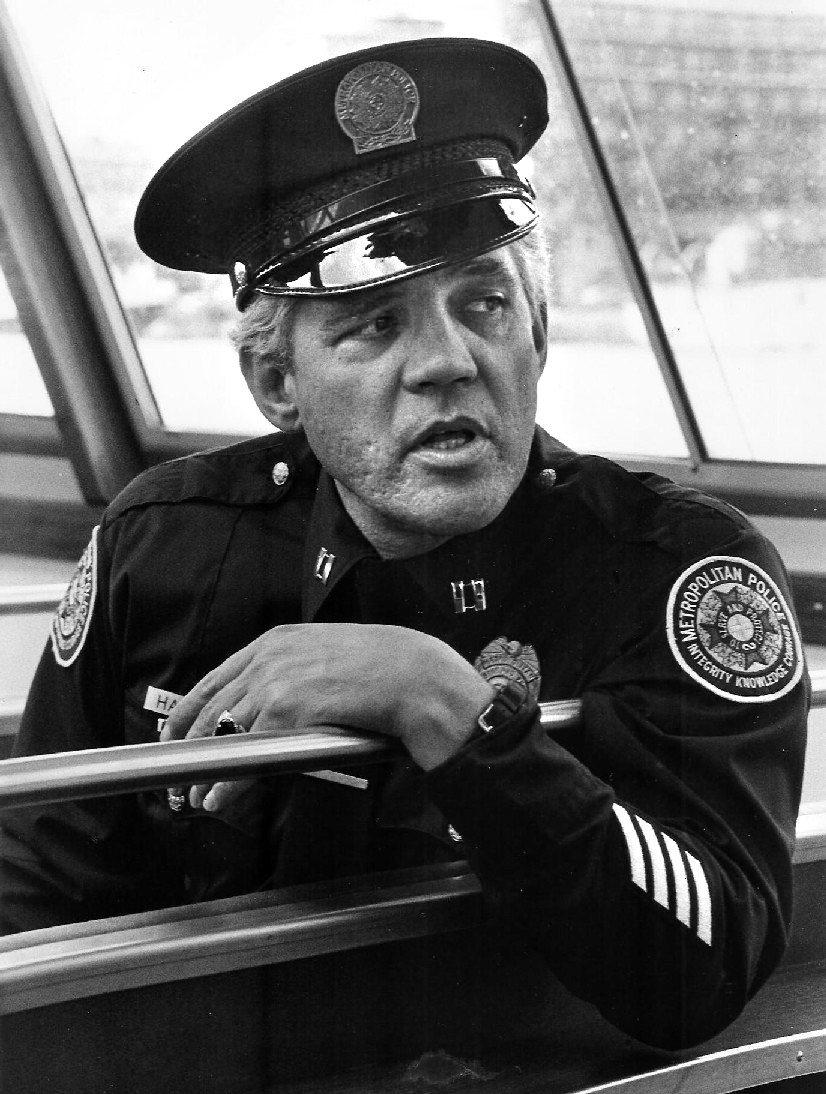
G. W. Bailey interpreta Louie Provenza
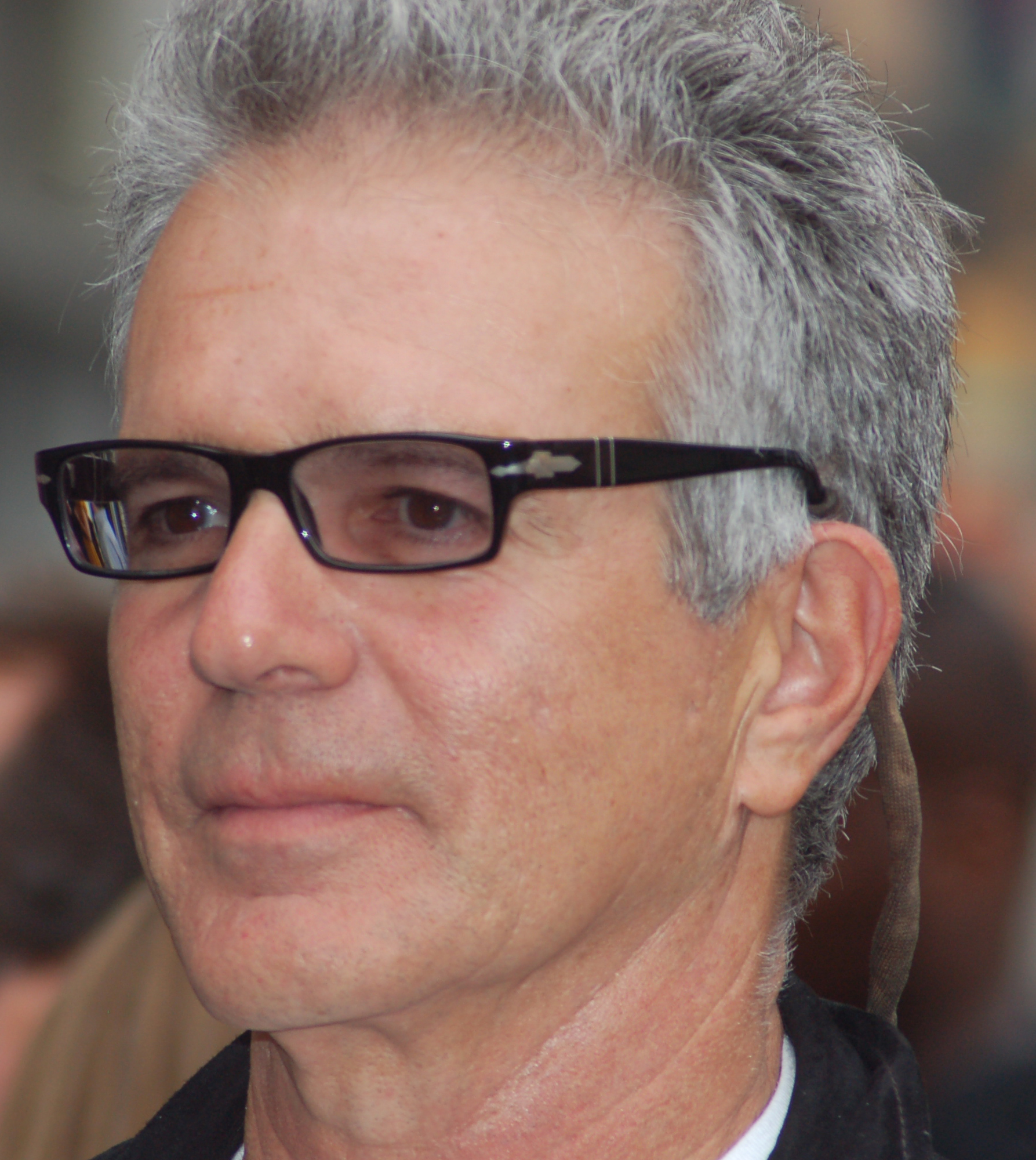
Anthony Denison interpreta Andy Flynn
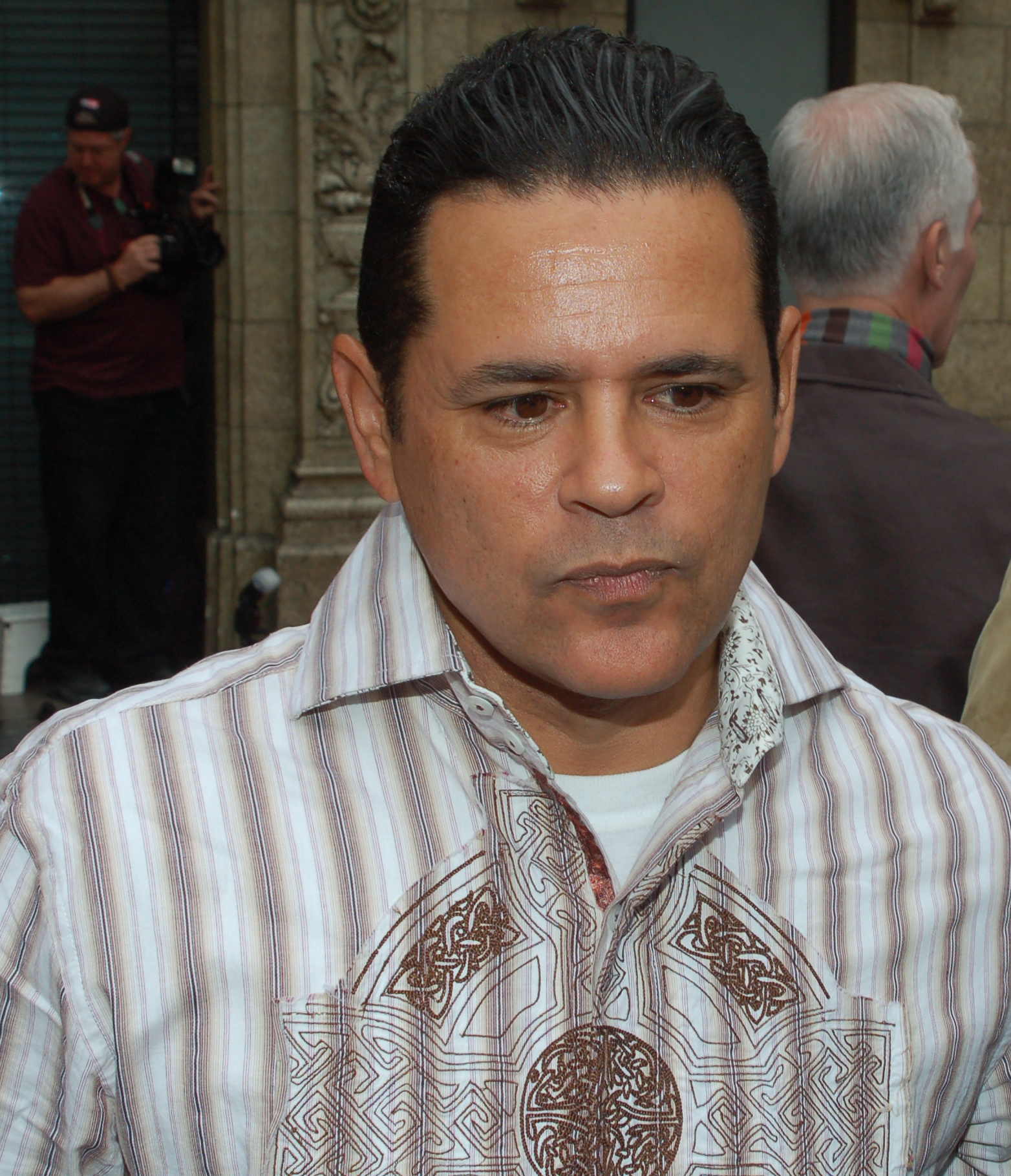
Raymond Cruz interpreta Julio Sanchez
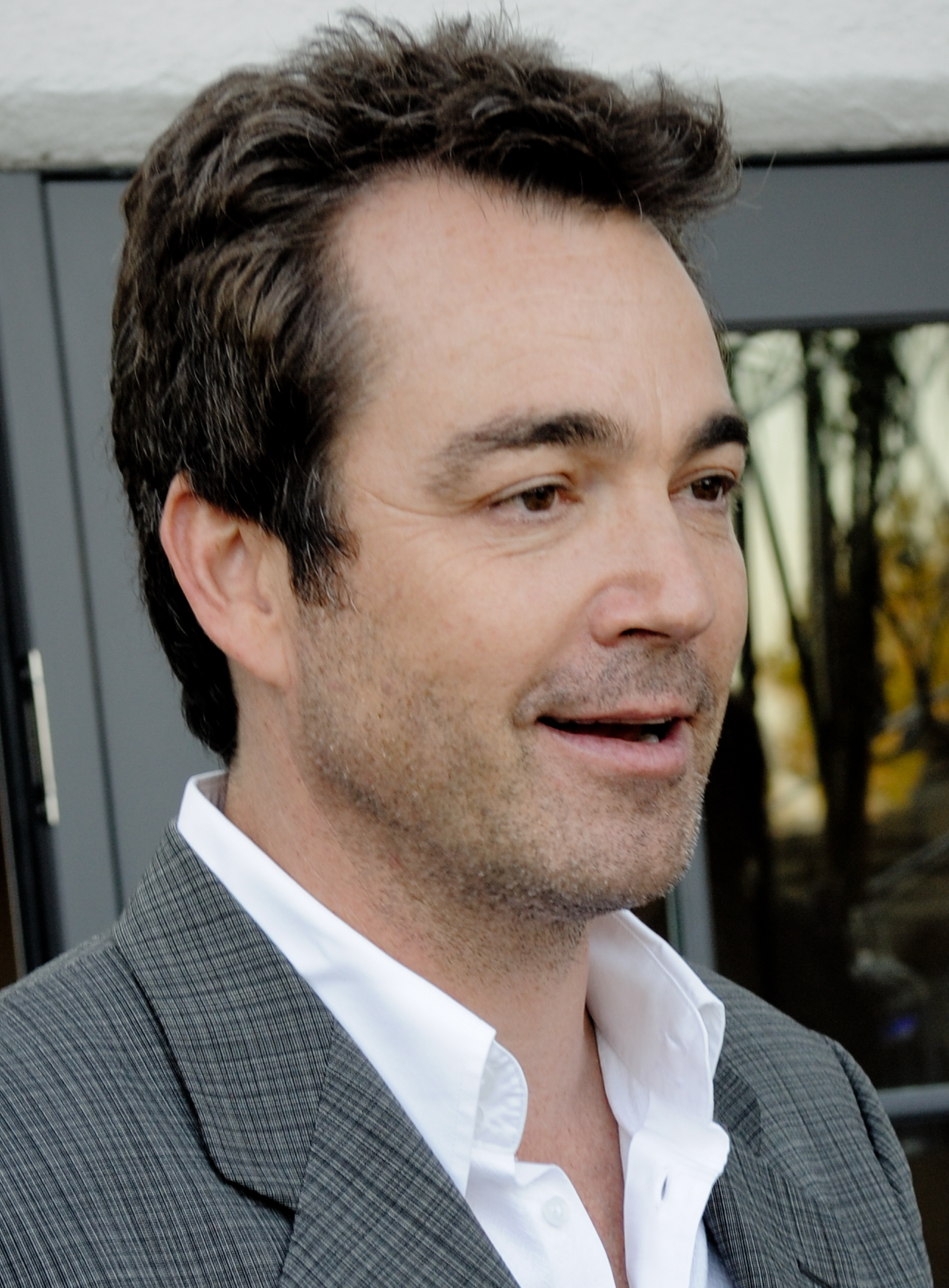
Jon Tenney interpreta Fritz Howard
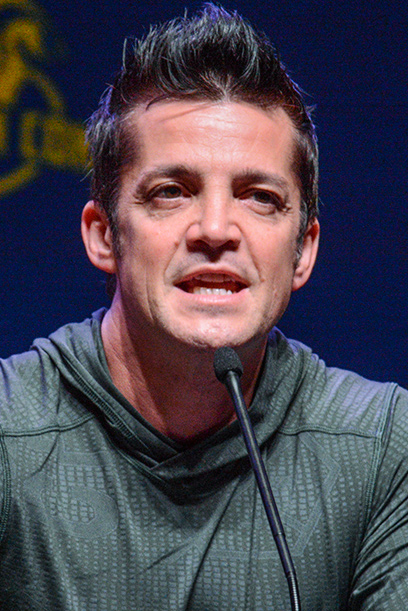
Jonathan Del Arco interpreta Morales

### Personaggi secondari
- Procuratore Andrea Hobbs (stagioni 1-6), interpretata da Kathe Mazur, doppiata da Rita Baldini.
- Investigatore del Medico Legale Kendall (stagioni 1-6), interpretato da Ransford Doherty, doppiato da Alessandro Budroni.
- Tenente Chuck Cooper (stagioni 2-5), interpretato da Malcolm-Jamal Warner, doppiato da Stefano Mondini.
- Procuratore Emma Rios (stagioni 2-6), interpretata da Nadine Velazquez, doppiata da Connie Bismuto.
- Sharon Beck (stagioni 3-5), interpretata da Ever Carradine.
- Phillip Stroh (stagioni 3-6), interpretato da Billy Burke.
- Gustavo "Gus" Wallace (stagioni 4-6), interpretato da Rene Rosado.
- Vicecapo Winnie Davis (stagioni 5-6), interpretata da Camryn Manheim, doppiata da Francesca Guadagno.
- Agente Speciale Jazzma Fey (stagione 6), interpretata da Amirah Vann.

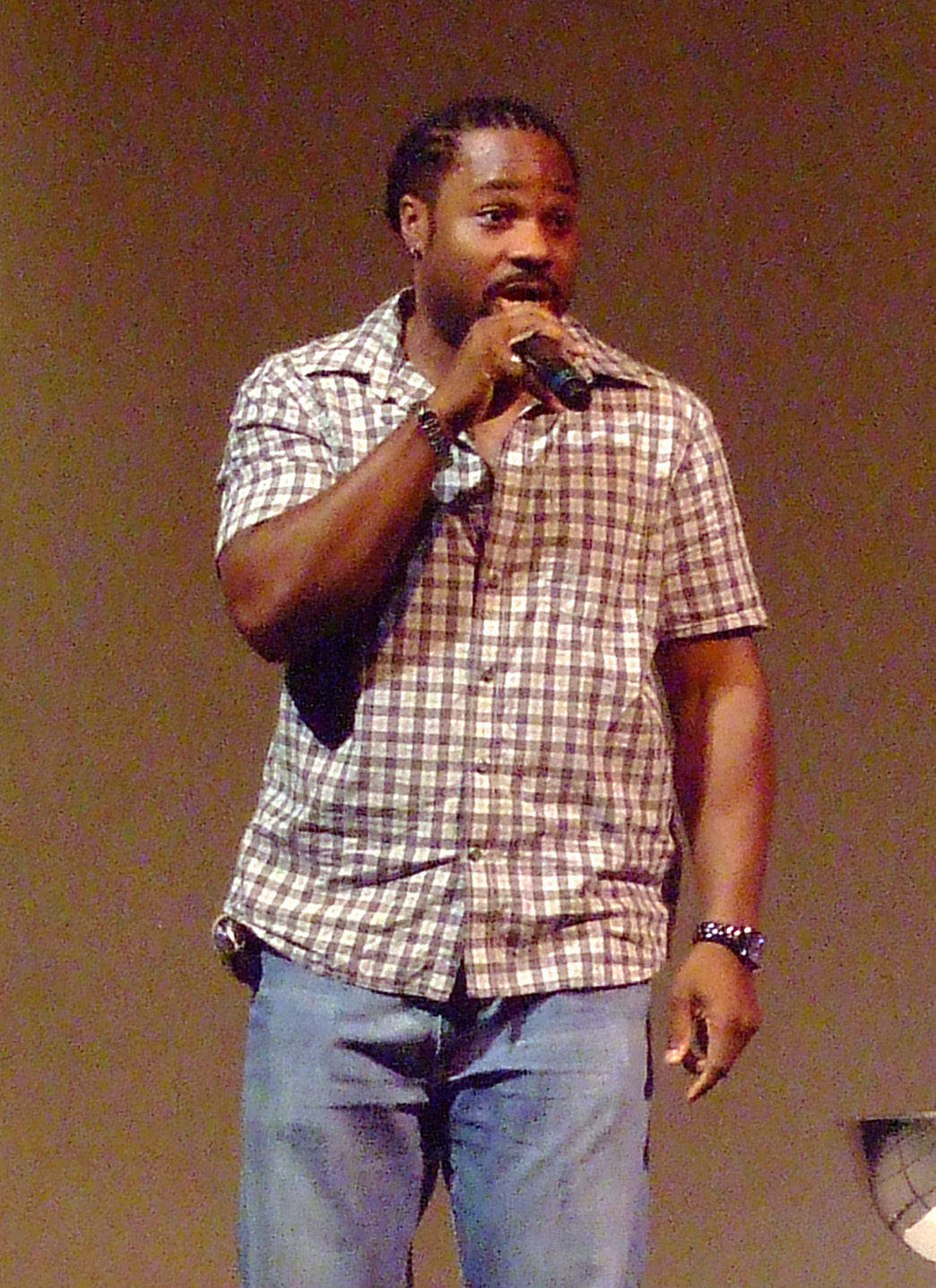
Malcolm-Jamal Warner interpreta Chuck Cooper
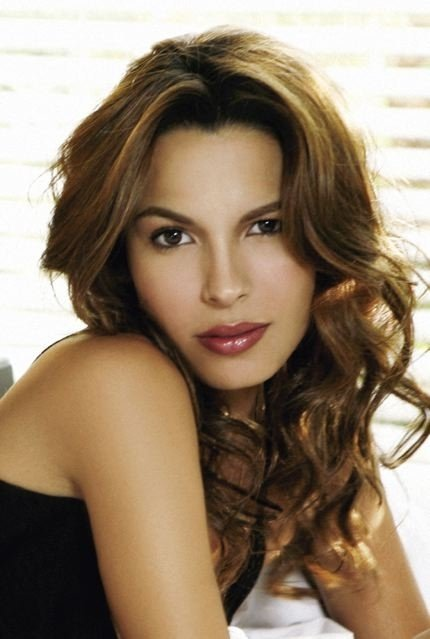
Nadine Velazquez interpreta Emma Rios
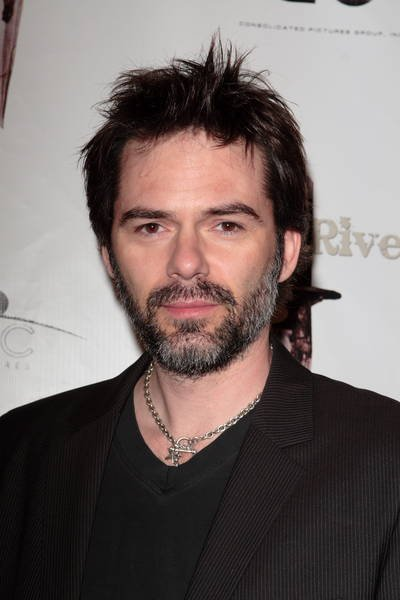
Billy Burke interpreta Phillip Stroh
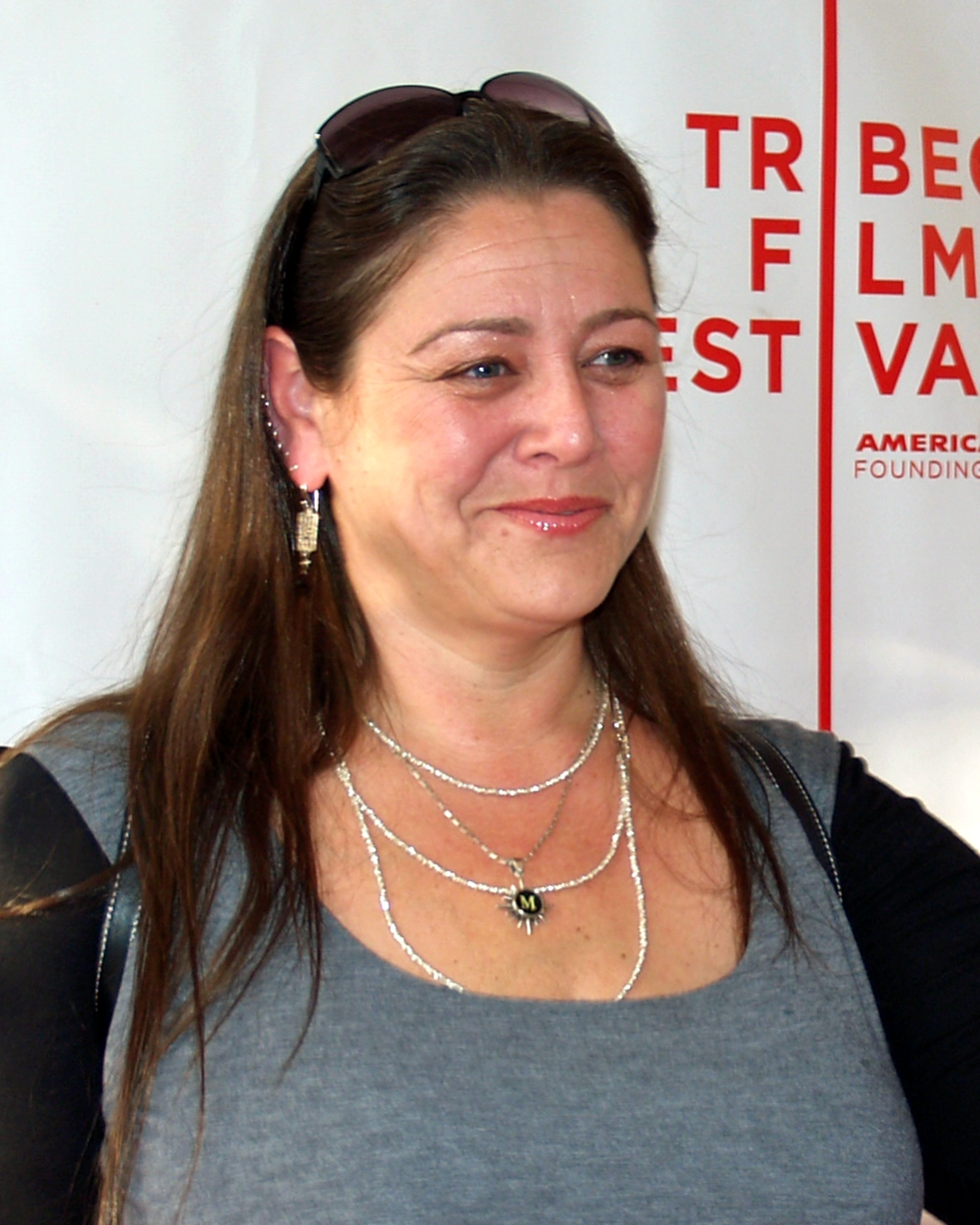
Camryn Manheim interpreta Winnie Davis

## Produzione
Il 10 dicembre 2010 TNT annunciò che la settima stagione della serie televisiva The Closer sarebbe stata l'ultima, in quanto l'attrice protagonista Kyra Sedgwick non era più intenzionata a rinnovare il contratto per un'altra stagione.
Il 30 gennaio 2011 venne annunciato che ai quindici episodi già ordinati dell'ultima stagione di The Closer era stato fatto un ulteriore ordine di sei episodi aggiuntivi, e si iniziò inoltre a parlare della possibilità della creazione di uno spin-off della serie. Il 18 maggio 2011 la TNT ordinò infine la creazione di dieci episodi della serie, intitolata Major Crimes, la cui protagonista sarebbe stata il capitano Sharon Raydor interpretata da Mary McDonnell.
Il 27 settembre 2012, grazie ai buoni ascolti ottenuti dalla prima stagione, TNT rinnovò la serie per una seconda stagione, ordinando la creazione di quindici nuovi episodi da mandare in onda dal 10 giugno 2013. Il successivo 1º maggio la rete ordinò la creazione di altre quattro sceneggiature aggiuntive, portando così l'ordine finale per la seconda stagione a un totale di diciannove episodi.
Il 15 agosto 2013 la serie venne rinnovata per una terza stagione composta da diciannove episodi, che viene trasmessa durante l'estate 2014. La serie fu poi rinnovata anche per una quarta stagione e, il 15 dicembre 2015, per una quinta., e il 23 gennaio 2017 per una sesta stagione di 13 episodi. Il 3 ottobre 2017 il creatore della serie, James Duff, annuncia che la sesta stagione sara quella conclusiva.

### Cast
Il 13 marzo 2013 l'attore Jonathan Del Arco, già presente nella prima stagione nel ruolo ricorrente del dottor Morales, venne promosso nel cast principale e il 21 marzo Nadine Velazquez si unì al cast principale nel ruolo di Emma Rios e Robert Gossett venne promosso nel cast principale.

## Trasmissione internazionale
| Stato          | Canale                           | Prima TV          |
| -------------- | -------------------------------- | ----------------- |
| Canada         | Super Channel                    | 22 agosto 2012    |
| Spagna         | TNT, Divinity (in chiaro)        | 20 settembre 2012 |
| Italia         | Premium Crime, Rete 4, Top Crime | 19 novembre 2012  |
| Slovenia       | POP TV                           | 26 febbraio 2013  |
| Estonia        | Kanal 2                          | 8 marzo 2013      |
| Regno Unito    | Universal Channel                | 18 marzo 2013     |
| Australia      | Nine Network                     | 20 maggio 2013    |
| Canada         | Séries+ (in lingua francese)     | 30 maggio 2013    |
| Nuova Zelanda  | TV One                           | 13 agosto 2013    |
| Asia           | Warner TV                        | 27 agosto 2013    |
| Austria        | ATV                              | 12 settembre 2013 |
| Israele        | Yes Action                       | 5 dicembre 2013   |
| Brasile        | SBT                              | 22 dicembre 2013  |
| Finlandia      | MTV3                             | 1º gennaio 2014   |
| Germania       | VOX (st. 1-5), TNT Serie (st. 6) | 22 gennaio 2014   |
| Giappone       | Dlife                            | 14 giugno 2014    |
| Slovacchia     | Markíza Doma                     | 30 giugno 2014    |
| Polonia        | TVN 7                            | 21 agosto 2014    |
| Scandinavia    | TNT Nordic                       | 12 novembre 2014  |
| America Latina | TNT Series                       | 22 aprile 2015    |
| Francia        | France 2                         | 4 maggio 2015     |
| Rep. Ceca      | Prima LOVE                       | 20 dicembre 2016  |